# Sankt Anton an der Jeßnitz
Sankt Anton an der Jeßnitz é um município da Áustria localizado no distrito de Scheibbs, no estado de Baixa Áustria.